# Bürgerschaftswahl in Bremen 2011

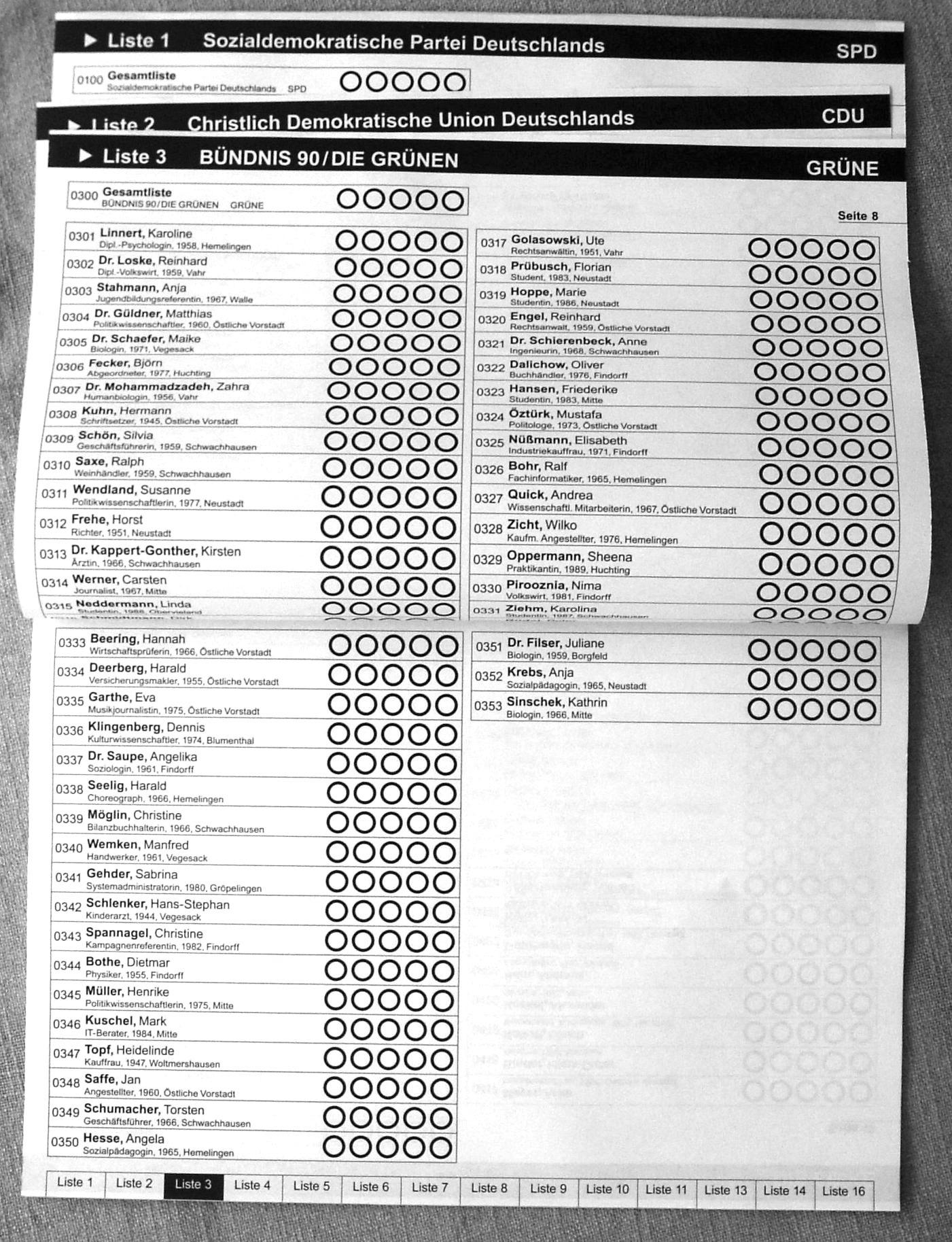
Der „Stimmzettel“ im Wahlbereich Bremen ist ein DIN-A4-Heft mit 20 genutzten Seiten.

- Linke: 5
- SPD: 36
- Grüne: 21
- CDU: 20
- BIW: 1

BIW zog über den Wahlbereich Bremerhaven ins Parlament ein.
Die Wahl zur 18. Bremischen Bürgerschaft fand am 22. Mai 2011 statt. Die Bremische Bürgerschaft ist das Landesparlament der Freien Hansestadt Bremen. Die stadtbremischen Abgeordneten bilden die Stadtbürgerschaft – die kommunale Volksvertretung der Stadtgemeinde Bremen.
Außerdem wurden in Bremen die Beiräte und in Bremerhaven die Stadtverordnetenversammlung gewählt.
Bei der Landtagswahl konnte die seit 2007 im Senat regierende rot-grüne Koalition unter Jens Böhrnsen (SPD) ihre Mehrheit ausbauen. Die CDU fiel erstmals bei einer deutschen Landtagswahl noch hinter das Ergebnis der Grünen zurück und wurde nur drittstärkste Partei. Während DIE LINKE (über den Wahlbereich Stadt Bremen) und BIW (über den Wahlbereich Bremerhaven) weiterhin in der Bürgerschaft vertreten waren, scheiterte die FDP, wie auch alle weiteren angetretenen Parteien, in beiden Wahlbereichen an der 5-%-Hürde.

## Wahlergebnis
Nach dem amtlichen Endergebnis lag die Wahlbeteiligung bei 55,5 %.
|                        | Anzahl  | Prozent |
| ---------------------- | ------- | ------- |
| Wahlberechtigte        | 494.167 | 100,0 % |
| Wähler/Wahlbeteiligung | 274.123 | 55,5 %  |
| ungültige Stimmzettel  | 9.139   | 3,3 %   |
| gültige Stimmzettel    | 264.984 | 96,7 %  |

| Partei                | Stimmen     | Anteil      | Mandate     | Stimmen      | Anteil       | Mandate      | Stimmen     | Anteil      | Mandate     |
|                       | Land Bremen | Land Bremen | Land Bremen | Stadt Bremen | Stadt Bremen | Stadt Bremen | Bremerhaven | Bremerhaven | Bremerhaven |
| --------------------- | ----------- | ----------- | ----------- | ------------ | ------------ | ------------ | ----------- | ----------- | ----------- |
| SPD                   | 505.348     | 38,6 %      | 36          | 438.991      | 39,3 %       | 30           | 66.357      | 34,3 %      | 6           |
| GRÜNE                 | 293.993     | 22,5 %      | 21          | 251.863      | 22,6 %       | 17           | 42.130      | 21,8 %      | 4           |
| CDU                   | 266.483     | 20,4 %      | 20          | 227.622      | 20,4 %       | 16           | 38.861      | 20,1 %      | 4           |
| DIE LINKE             | 73.769      | 5,6 %       | 5           | 64.824       | 5,8 %        | 5            | 8.945       | 4,6 %       |             |
| BIW                   | 48.530      | 3,7 %       | 1           | 34.713       | 3,1 %        |              | 13.817      | 7,1 %       | 1           |
| FDP                   | 31.176      | 2,4 %       |             | 25.255       | 2,3 %        |              | 5.921       | 3,1 %       |             |
| PIRATEN               | 24.935      | 1,9 %       |             | 21.074       | 1,9 %        |              | 3.861       | 2,0 %       |             |
| NPD                   | 20.470      | 1,6 %       |             | 15.944       | 1,4 %        |              | 4.526       | 2,3 %       |             |
| B+B                   | 12.379      | 0,9 %       |             | 9.869        | 0,9 %        |              | 2.510       | 1,3 %       |             |
| RRP                   | 11.442      | 0,9 %       |             | 8.868        | 0,8 %        |              | 2.574       | 1,3 %       |             |
| BBL                   | 5.439       | 0,4 %       |             | 5.439        | 0,5 %        |              | x           | x           |             |
| Dialog Grundeinkommen | 5.136       | 0,4 %       |             | 5.136        | 0,5 %        |              | x           | x           |             |
| BIP                   | 4.534       | 0,3 %       |             | 3.651        | 0,3 %        |              | 883         | 0,5 %       |             |
| FREIE WÄHLER BREMEN   | 2.437       | 0,2 %       |             | 2.437        | 0,2 %        |              | x           | x           |             |
| Für Bremerhaven       | 1.981       | 0,2 %       |             | x            | x            |              | 1.981       | 1,0 %       |             |
| PdB                   | 1.303       | 0,1 %       |             | x            | x            |              | 1.303       | 0,7 %       |             |

## Wahlberechtigung
Wahlberechtigt zur Wahl der Bürgerschaft war jeder Deutsche, der seit mindestens drei Monaten seinen festen Wohnsitz in Bremen hatte. Das Alter für die aktive Wahlberechtigung wurde bei dieser Wahl erstmals auf 16 Jahre gesenkt. Das passive Wahlrecht wurde mit dem Erreichen der Volljährigkeit erteilt. Bürger der Mitgliedsstaaten der EU waren nur für die Wahl zur Stadtbürgerschaft den Deutschen gleichgestellt.

## Wahlsystem
Bei dieser Bürgerschaftswahl wurde ein neues Wahlsystem eingeführt: Jeder Wahlberechtigte konnte fünf Stimmen auf Listen bzw. darin verzeichnete Bewerber verteilen (Kumulieren und Panaschieren). Auf Grund der großen Zahl von Bewerbern, die wegen des Wahlverfahrens alle namentlich aufgeführt und mit fünf Feldern für die Stimmen versehen werden mussten, wurden Stimmzettelhefte im Format DIN A4 verwendet.

## Parteien
Mit Ausnahme der in der Bürgerschaft vertretenen Parteien und Wählergemeinschaften (SPD, CDU, Grüne, Linke, FDP, BIW) mussten für die Zulassung zur Wahl Unterstützungsunterschriften vorgelegt werden. Bis zum 8. März 2011 musste die Wahlbeteiligung beim Landeswahlleiter angezeigt werden; die Feststellung, welche Vereinigungen für die Wahl anzuerkennen sind, traf der Landeswahlausschuss am 25. März 2011. Die endgültige Entscheidung über die Zulassung der eingereichten Listen erfolgte am 8. April 2011.

Spitzenkandidaten der in der Bürgerschaft vertretenen Parteien
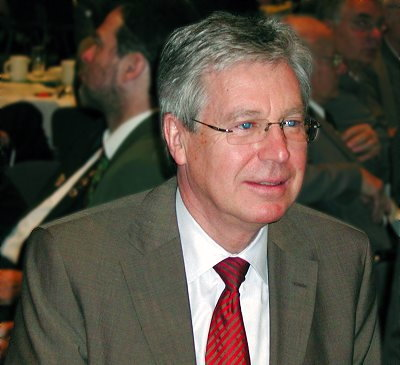
Jens Böhrnsen (SPD)
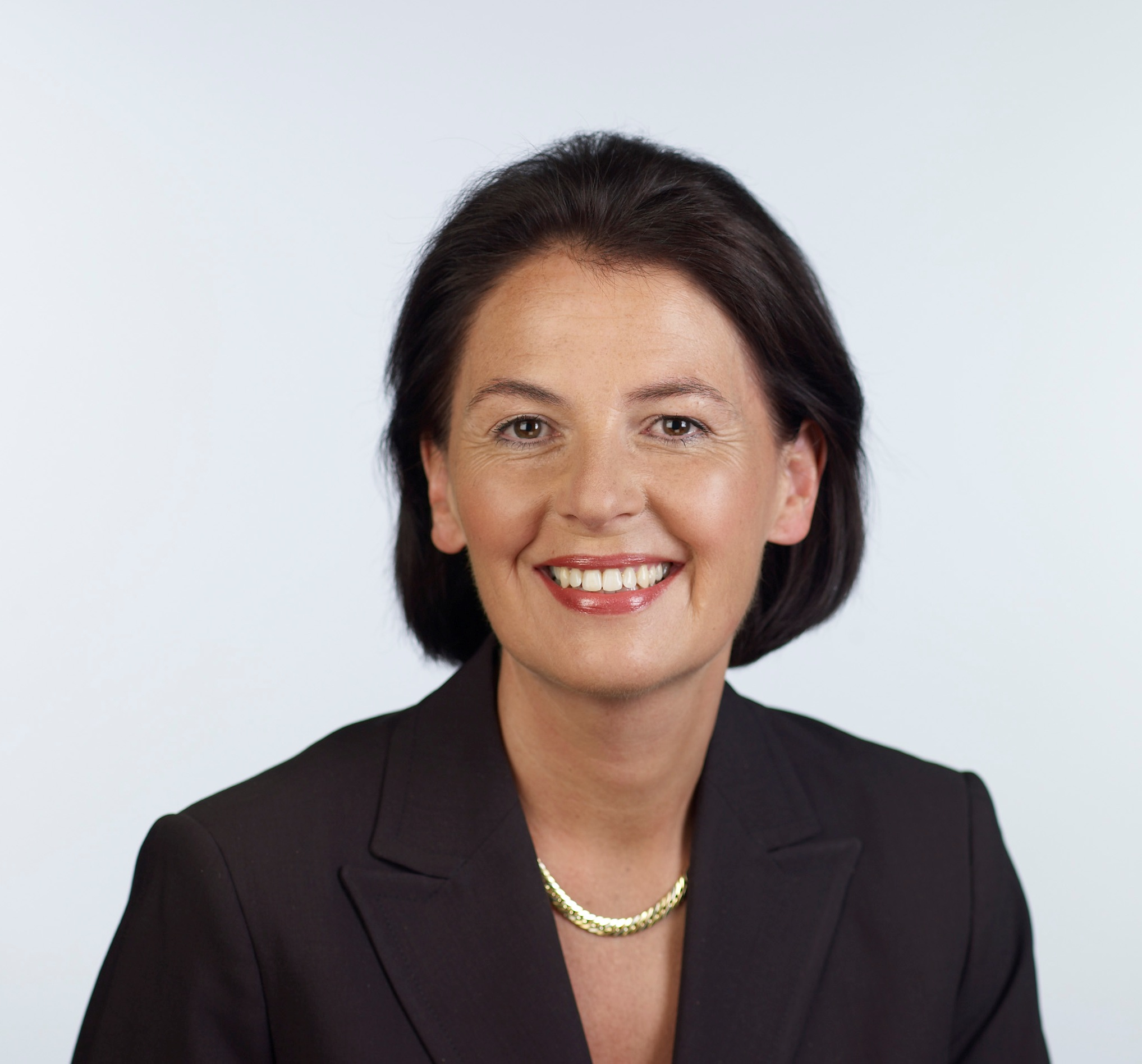
Rita Mohr-Lüllmann (CDU)
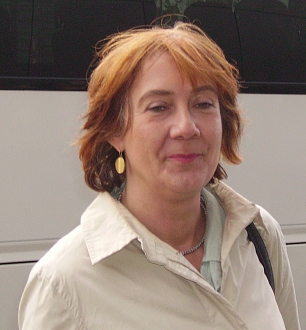
Karoline Linnert (Grüne)
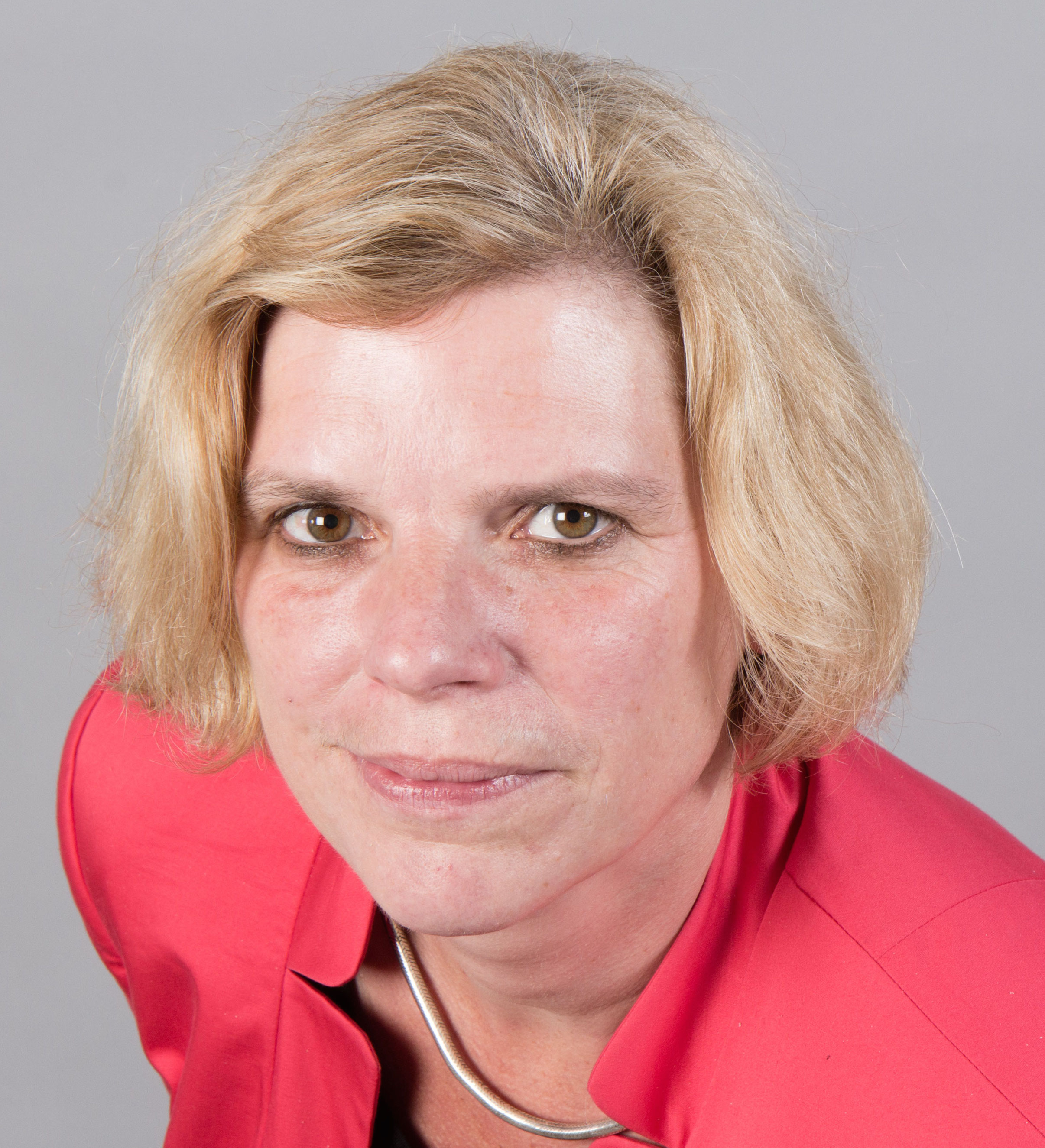
Kristina Vogt (Linke)
Oliver Möllenstädt (FDP)
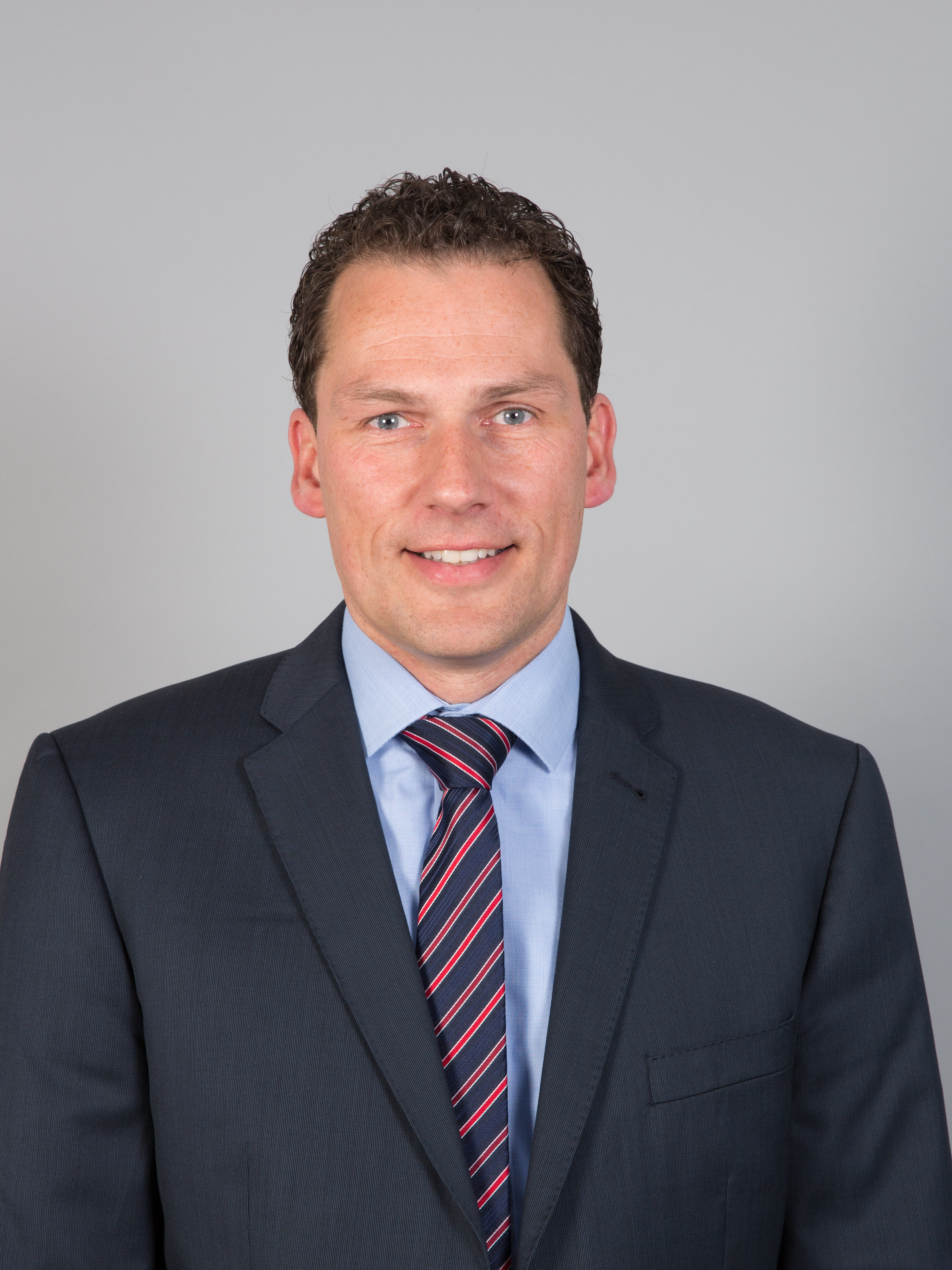
Jan Timke (BIW)

Folgende Parteien und Wählervereinigungen traten mit den genannten Spitzenkandidaten in beiden Wahlbereichen an:
| Liste | Partei (Kurzform) | Vollständige Bezeichnung                    | Spitzenkandidat/in | Mitglieder | Ergebnis 2007 |
| ----- | ----------------- | ------------------------------------------- | ------------------ | ---------- | ------------- |
| 1     | SPD               | Sozialdemokratische Partei Deutschlands     | Jens Böhrnsen      | 4.841      | 36,7 %        |
| 2     | CDU               | Christlich Demokratische Union Deutschlands | Rita Mohr-Lüllmann | 3.000      | 25,6 %        |
| 3     | GRÜNE             | Bündnis 90/Die Grünen                       | Karoline Linnert   | 715        | 16,5 %        |
| 4     | DIE LINKE         | Die Linke                                   | Kristina Vogt      | 616        | 8,4 %         |
| 5     | FDP               | Freie Demokratische Partei                  | Oliver Möllenstädt | 450        | 6,0 %         |
| 6     | BIW               | Bürger in Wut                               | Jan Timke          | 250        | 0,8 %         |
| 14    | PIRATEN           | Piratenpartei Deutschland                   | Erich Sturm        | 151        | -             |
| 13    | NPD               | Nationaldemokratische Partei Deutschlands   | Matthias Faust     | 50         | -             |
| 15    | RRP               | Rentnerinnen und Rentner Partei             | Uwe Gäthje         | 103        | -             |
| 9     | B+B               | Bremer und Bremerhavener Wählergemeinschaft | Michael Busch      | 38         | -             |
| 10    | BIP               | Bremische Integrations-Partei Deutschlands  | Levent Albayrak    | 300        | -             |

Nur im Wahlbereich Bremen traten an:
| Liste | Partei (Kurzform)     | Vollständige Bezeichnung                             | Spitzenkandidat/in | Mitglieder |
| ----- | --------------------- | ---------------------------------------------------- | ------------------ | ---------- |
| 7     | BBL                   | Bremer und Bremerhavener Bürger Liste                | Uwe Woltemath      | 55         |
| 16    | Dialog Grundeinkommen | Bremer Dialog – Freiheit, Gleichheit, Grundeinkommen | Jan Hövener        | 10         |
| 11    | FW FREIE WÄHLER       | Freie Wähler Bremen                                  | Friedhelm Altvater | 39         |

Nur im Wahlbereich Bremerhaven traten an:
| Liste | Partei (Kurzform) | Vollständige Bezeichnung | Spitzenkandidat/in | Mitglieder |
| ----- | ----------------- | ------------------------ | ------------------ | ---------- |
| 15    | PdB               | Protest der Bürger       | Siegfried Tittmann | 30         |
| 12    | FB                | Für Bremerhaven          | Walter Müller      |            |

Nicht als Partei oder Wählervereinigung anerkannt wurden: Bürger Partei Deutschland (BPD), Deutsche Volksunion (DVU), Freie Wähler. Wegen nicht ausreichender Anzahl von Unterstützungsunterschriften wurden folgende nicht zur Wahl zugelassen:
Vereinigte Bürger Deutschlands (VBD), Bündnis für Innovation und Gerechtigkeit (BIG) und Bremen muß leben (Die Konservativen).

## Ausgangssituation
Seit der Bürgerschaftswahl 2007 regierte in Bremen eine rot-grüne Koalition. Während der laufenden Legislaturperiode gab es sechs Partei- und Fraktionswechsel innerhalb der Bürgerschaft. Die Linke verlor Walter Peter Müller, der die Wählervereinigung Für Bremerhaven gründete. Die DVU verlor ihren einzigen Abgeordneten Siegfried Tittmann, der später die Wählervereinigung Protest der Bürger gründete. Die FDP verlor mit dem Austritt von Uwe Woltemath, der die Bremer & Bremerhavener Bürger Liste gründete, auch ihren Fraktionsstatus. Je ein Abgeordneter der CDU, der Grünen und der Linken wechselten zur SPD.
| Wahl              | Datum      | SPD    | CDU    | GRÜNE  | FDP     | LINKE   | DVU   | PIRATEN | BIW   | Sonstige |
| ----------------- | ---------- | ------ | ------ | ------ | ------- | ------- | ----- | ------- | ----- | -------- |
| Bundestagswahl    | 27.09.2009 | 30,2 % | 23,9 % | 15,4 % | 010,6 % | 014,3 % | 0,3 % | 2,4 %   | –     | 2,9 %    |
| Europawahl        | 09.06.2009 | 29,3 % | 24,5 % | 22,1 % | 08,9 %  | 07,2 %  | 0,7 % | 1,1 %   | –     | 6,2 %    |
| Bürgerschaftswahl | 13.05.2007 | 36,7 % | 25,6 % | 16,5 % | 06,0 %  | 08,4 %  | 2,7 % | –       | 0,8 % | 3,2 %    |

## Umfragen im Vorfeld der Wahl
| Institut                | Datum      | SPD    | CDU    | GRÜNE  | LINKE | FDP    | PIRATEN | Rechte | BIW   | NPD | Sonstige |
| ----------------------- | ---------- | ------ | ------ | ------ | ----- | ------ | ------- | ------ | ----- | --- | -------- |
| Forschungsgruppe Wahlen | 13.05.2011 | 37 %   | 19 %   | 24 %   | 6 %   | 04 %   | 0–      | 0–     | 0–    | 3 % | 07 %     |
| Infratest dimap         | 12.05.2011 | 36 %   | 20 %   | 24 %   | 7 %   | 03 %   | 0–      | 0–     | 03 %  | –   | 07 %     |
| Emnid                   | 30.04.2011 | 37 %   | 22 %   | 24 %   | 7 %   | 04 %   | 0–      | 0–     | 0–    | –   | 06 %     |
| Forsa                   | 19.02.2011 | 38 %   | 23 %   | 22 %   | 7 %   | 04 %   | 0–      | 0–     | 0–    | –   | 06 %     |
| Konkret Marktforschung  | 22.12.2010 | 33,4 % | 22,8 % | 19,4 % | 8,5 % | 03,3 % | 0–      | 0–     | 5,5 % | –   | 07,1 %   |
| Emnid                   | 30.03.2010 | 35 %   | 25 %   | 17 %   | 11 %  | 05 %   | 02 %    | 03 %   | 0–    | –   | 02 %     |

| Institut                | Datum      | Jens Böhrnsen | Rita Mohr-Lüllmann | Karoline Linnert | andere |
| ----------------------- | ---------- | ------------- | ------------------ | ---------------- | ------ |
| Forschungsgruppe Wahlen | 13.05.2011 | 67 %          | 12 %               | ?                | ?      |
| Infratest dimap         | 12.05.2011 | 70 %          | 12 %               | –                | 8 %    |
| Infratest dimap         | 12.05.2011 | 66 %          | –                  | 18 %             | 6 %    |

## Wahlkampf
Die BIW investierte 100.000 Euro in den Wahlkampf. DIE LINKE investierte 230.000 Euro in den Wahlkampf. Bündnis 90/Die Grünen steckten 190.000 Euro in den Bremer Wahlkampf.
Die CDU beschloss, von den Kandidaten auf den vorderen Listenplätzen eine Beteiligung an den Wahlkampfkosten in Höhe von 800 Euro zu verlangen. Wenn der Kandidat keinen Sitz im Parlament bekommt, würde der Betrag zurückgezahlt. Die Praxis stieß auf Kritik. Mandatsträgerbeiträge werden üblicherweise erst nach einer Wahl entrichtet.

## Entscheidungshilfen
Die Bundeszentrale für politische Bildung (bpb) schaltete Ende April 2011 einen Wahl-O-Mat, der bis zum 21. Mai 2011 rund 93.000-mal genutzt wurde.

Parteivergleich.eu ist eine Alternative zum Wahl-O-Mat. Die Antworten der Bremer Parteien und Wählervereinigungen auf 80 Fragen waren thematisch sortiert.

Auf Abgeordnetenwatch.de gab es einen Kandidatencheck. Zusätzlich konnten den einzelnen Kandidaten der 16 antretenden Listen Fragen zur Bremenwahl gestellt werden.
Zur Landtagswahl wurden zwei Wahlbörsen von »PESM« (Prognosys Electronic Stock Markets) und Wahlfieber.de veranstaltet.